# 경도 시험
경도 시험(hardness test)는 금속 재료의 굳기를 측정할 때 사용되는 방법으로 제강시 탄소 함유량의 판정 및 부품 재질 검사 등의 목적으로 사용된다.